# دورا كايزر
دورا كايزر (1892-1972) ممثلة سينمائية نمساوية اشتهرت في عصر السينما الصامتة. بدأت حياتها المهنية كراقصة قبل أن تظهر لأول مرة في السينما عام 1918. عندما غادرت النجمة السينمائية الرائدة في النمسا ليان هايد [الإنجليزية] شركة وينر كونستفيلم [الإنجليزية] أخذت كايزر مكانها في أفلام الشركة.

## وصلات خارجية
- دورا كايزر على موقع IMDb (الإنجليزية)
- دورا كايزر على موقع قاعدة بيانات الفيلم (الإنجليزية)
- دورا كايزر على موقع كينوبويسك (الروسية)